# هيرمان تيودور سيمون
هيرمان تيودور سيمون (بالألمانية: Hermann Theodor Simon)‏ (و. 1870 – 1918 م) هو فيزيائي من ألمانيا .
توفي في غوتينغن ، عن عمر يناهز 48 عاماً.